# Клеопатра (балет)
Клеопа́тра (фр. Cléopâtre) — одноактный балет (хореографическая драма) в постановке М. М. Фокина, переработанный из «Египетских ночей» по предложению Дягилева для первого балетного Русского сезона. Впервые представлен силами труппы Русский балет Дягилева 2 июня 1909 года в театре Шатле, Париж.

## История создания
В 1781 году в Петербурге Джузеппе Канциани поставил трагический балет в 5 актах «Клеопатра» на музыку Карло Каноббио, но эта постановка не имеет ничего общего кроме темы и названия с одноимённым балетом Михаила Фокина 1909 года.
У Фокина было большое желание представить «Египетские ночи» в первом дягилевском сезоне, поэтому балетмейстер согласился с доводами антрепренёра по внесению изменений в балет. За время творческой деятельности хореографа из всех его сочинений «Египетские ночи» претерпели наиболее кардинальные переделки: название заменено на «Клеопатра», Береника (или Вереника) была переименована в Таор, роль Клеопатры стала танцевальной, было сочинено два новых номера — танец вакханок и финал, счастливая концовка сменилась трагической — Амун умирал от яда. Фокин согласился с предложениями Дягилева по замене музыки Аренского на музыку более высокого качества. По настоянию Дягилева музыка Аренского была значительно сокращена, вместо чего были добавлены танцы из произведений русских композиторов. По мнению Н. В. Нувеля, после изменений музыка напоминала «посредственный salade russe» (оливье).Согласно Фокину, роль Антония исчезла из нового балета «Клеопатра». Она отсутствует в подробной программе представления 1937 года в театре Ковент-Гарден, Лондон. В итоге получился новый балет.

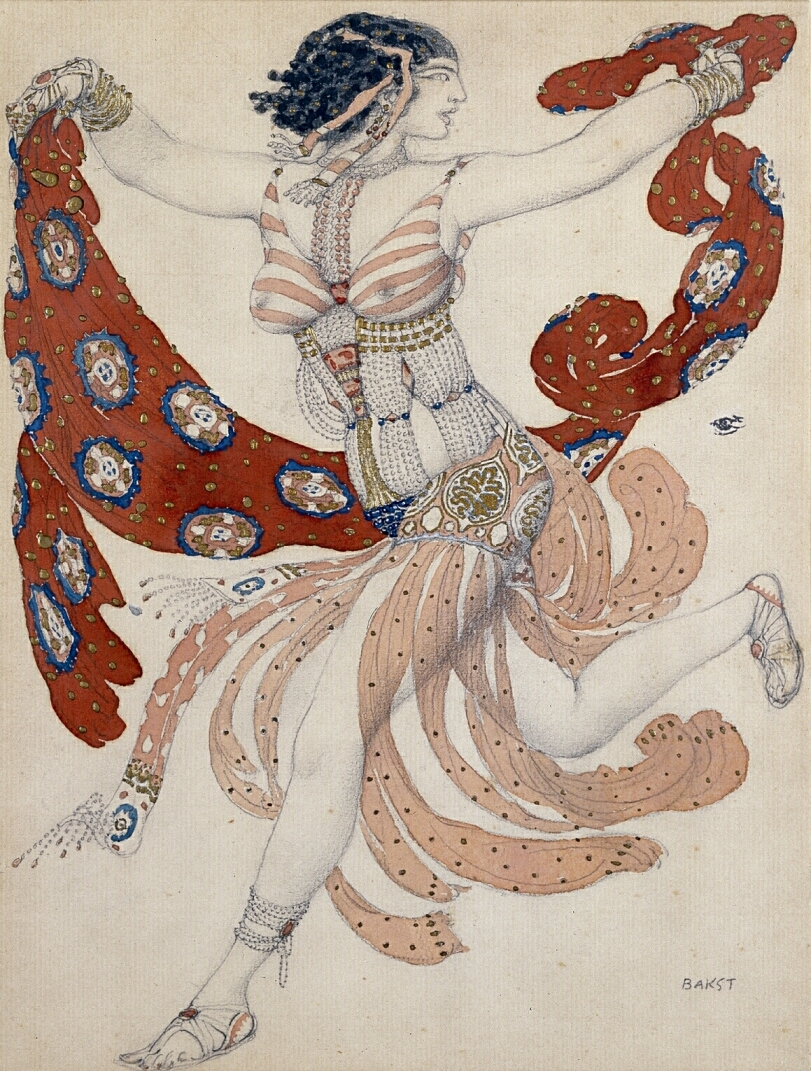
Лев Бакст. Эскиз костюма Клеопатры для Иды Рубинштейн

Значительные изменения, внесённые в балет «Египетские ночи», помимо Фокина привёл Григорьев: смена названия, переоркестровка и сокращение музыки Аренского, введение новых танцевальных номеров на музыку русских композиторов, изменение финала. Режиссёр труппы записал слова хореографа: «Но при таких переменах это будет совершенно другой балет!».
Е. Я. Суриц разделила «Египетские ночи» и «Клеопатру» как два разных балета, поскольку в постановке для «Русских сезонов» С. П. Дягилева М. М. Фокин значительно изменил либретто и хореографию. Балетовед обозначила отличие от предыдущей версии: «На первый план вышло совсем не то, что привлекало в петербургской постановке: не новизна профильных построений, имитирующих древние изображения, не свободная пластика, а образ жестокой и сладострастной, губительно прекрасной царицы Клеопатры и вся завораживающая, проникнутая угрозой атмосфера спектакля». Одно из кардинальный отличий — сценография Бакста, благодаря которой, в частности, «Клеопатра» завоевала небывалый успех. Французские критики писали о чувственных, трогательных, но в то же время варварских костюмах художника. В апреле 1923 года к 25-летию сценической деятельности Фокина в Петрограде были возобновлены «Египетские ночи», но не «Клеопатра» по причине отсутствия декораций и костюмов Бакста. После триумфа первого балетного сезона Дягилев осознал, что парижане русской опере предпочитают русский балет, а бо́льшего успеха добиваются оформленные Бакстом представления восточной тематики с её пленительной эротикой и примесью мелодрамы, в которых под влиянием поэтов-символистов любовь соседствует со смертью. Впервые коснувшись данной тематики в «Египетских ночах» и полнее воплотив в «Клеопатре», Фокин не оставлял её в своих дальнейших ориентальных постановках 1909—1912 годов, где главной пружиной развития действия служило сладострастие и жестокость. В то время как на сцене Мариинского театра «Египетские ночи» шли в постановке 1908 года (Марк Антоний с венком триумфатора уезжал на колеснице, а Амун оставался жив), Русский балет Дягилева и впоследствии труппы полковника де Базиля показывали «Клеопатру» в постановке 1909 года (без Марка Антония, Амун умирал от яда) во время гастролей в Европе, Америке и Австралии.
Накануне, в сезоне 1907/08 года в Петербурге, М. М. Фокин обучал танцам И. Л. Рубинштейн. Эффектную эпатажную танцовщицу ангажировали на заглавную роль балета. В «Клеопатре» балетмейстеру удалось «слепить» из красивой и энергичной артистки с необычайной внешностью «особенный сценический образ». Согласно воспоминаниям Фокина, танец вакханок на музыку А. К. Глазунова («Вакханалия» из картины «Осень» балета «Времена года») пользовался большим успехом парижской публики. Балет вошёл в репертуар дягилевской антрепризы и был показан на гастролях во многих европейских столицах и в Америке. «Клеопатра» известна как первый триумфальный балет антрепризы Дягилева на восточную тему. Благодаря предложениям Дягилева, новаторской хореографии Фокина, декорациям и костюмам Бакста балет стал гвоздем сезона 1909 года в Париже. По воспоминаниям А. Н. Бенуа, «Клеопатра» давала лучшие сборы, а её «успех превосходил успех самого Шаляпина», который, впрочем, вскоре был заслонён славой «Шехеразады» принятой зрителями с ещё большим восторгом в Русском сезоне 1910 года.

## Премьера
- 1909 — 2 июня, хореографическая драма в одном акте. Музыка А. С. Аренского, танцы на музыку А. К. Глазунова («Вакханалия» из картины «Осень» балета «Времена года»), М. И. Глинки (танец с вуалью — восточный танец из оперы «Руслан и Людмила»), М. П. Мусоргского (финал оргии вакханок — танец персидок из оперы «Хованщина»[14]), Н. А. Римского-Корсакова (танцы рабынь Клеопатры — из «Млады»), С. И. Танеева (увертюра к «Орестее» сменила увертюру А. С. Аренского) и Н. Н. Черепнина (финал балета)[15]. Либретто и хореография М. М. Фокина, сценография Л. С. Бакста, дирижёр Н. Н. Черепнин, режиссёр С. Л. Григорьев. Шатле, Париж[16]. Основные исполнители:
  - Таор (Береника или Вереника «Египетских ночей») — А. П. Павлова[17]
  - Клеопатра — И. Л. Рубинштейн[17]
  - Амун — М. М. Фокин[17]
  - Рабыня Клеопатры (Арсиноя «Египетских ночей») — Т. П. Карсавина
  - Раб Клеопатры — В. Ф. Нижинский
  - Вакханки — В. П. Фокина, О. В. Фёдорова[18]

Верховный жрец храма, прислужники храма, сатиры; греческие, египетские и еврейские мужчины и женщины, сирийские музыканты, рабы.
- 1911 — 4 января, премьера в Ла Скала состоялась с новыми костюмами и декорациями по эскизам Бакста. Клеопатру играла Ида Рубинштейн, другими основными исполнителями были участники труппы Ла Скала.

## Возобновление

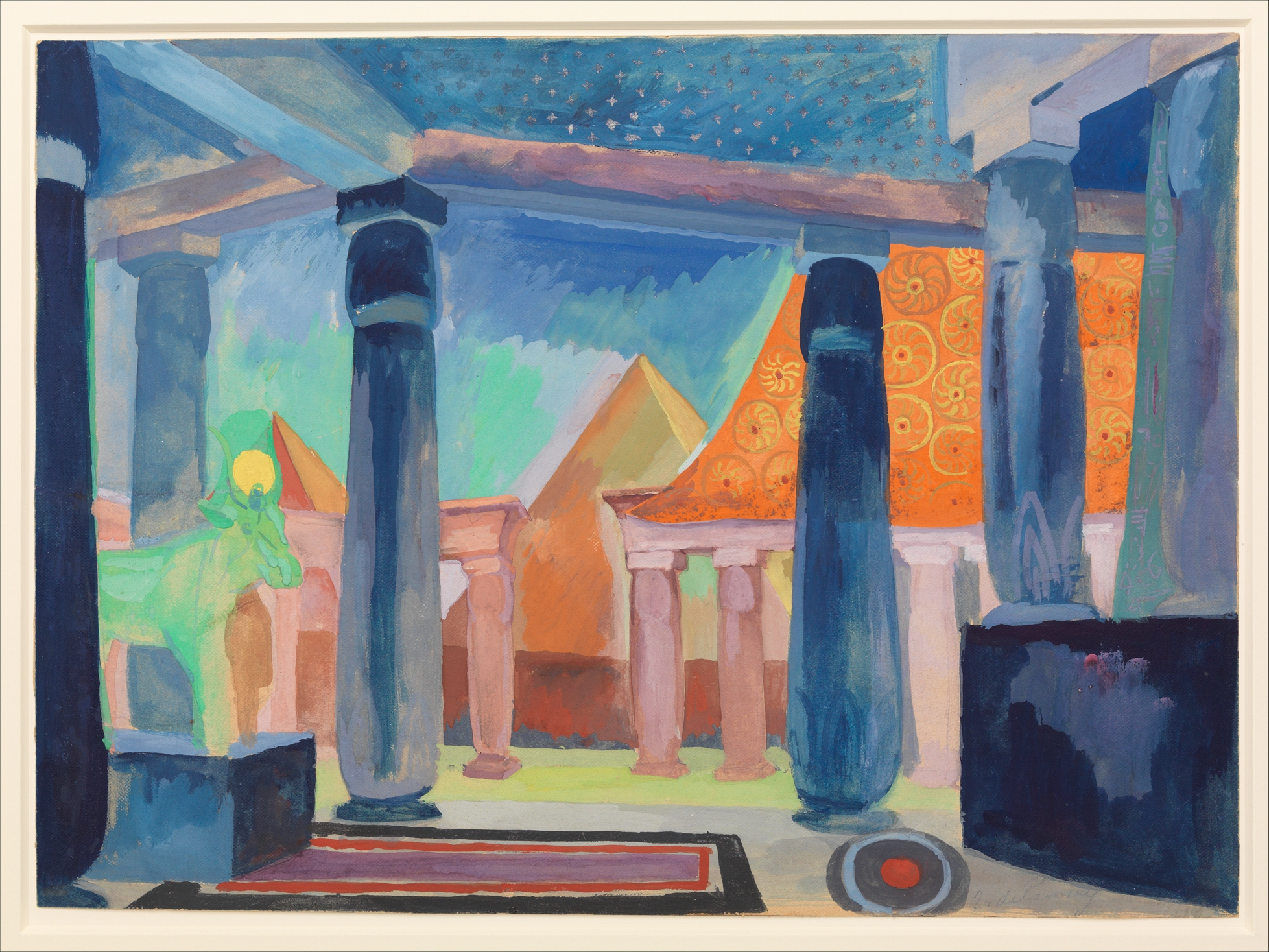
Робер Делоне. Эскиз декорации к возобновлению «Клеопатры» в 1918 году

Согласно Григорьеву, в 1917 году во время гастролей в Бразилии декорации к «Призраку розы» и «Клеопатре» сгорели, поэтому для представлений спектакля в следующих сезонах потребовалось их возобновление.
- 1918 — 5 сентября возобновление в Лондонском Колизеуме. Хореография и либретто Михаила Фокина, музыка Антона Аренского, Александра Глазунова, Михаила Глинки, Модеста Мусоргского, Николая Римского-Корсакова, Сергея Танеева, Николая Черепнина, декорации Робера и Сони Делоне, костюмы Льва Бакста, Роберта и Сони Делоне. Основные исполнители[20]:
  - Клеопатра — Л. П. Чернышёва
  - Амун — Л. Ф. Мясин
  - Таор — Лидия Соколова